# Temporada 2019 del Campeonato de Fórmula Regional Europea
La temporada 2019 del Campeonato de Fórmula Regional Europea fue la primera edición de dicho campeonato. Comenzó en Le Castellet el 13 de abril y finalizó en Monza el 20 de octubre.
Frederik Vesti fue el ganador del Campeonato de Pilotos y del Campeonato de Novatos, mientras que Prema Powerteam fue el ganador del Campeonato de Escuderías.

## Escuderías y pilotos
| Escudería                     | N.º | Piloto             | Estado | Rondas   |
| ----------------------------- | --- | ------------------ | ------ | -------- |
| Prema Powerteam               | 2   | Frederik Vesti     | N      | Todas    |
| Prema Powerteam               | 64  | Olli Caldwell      | N      | Todas    |
| Prema Powerteam               | 74  | Enzo Fittipaldi    | N      | Todas    |
| KIC Motorsport                | 6   | Niko Kari          |        | 8        |
| KIC Motorsport                | 10  | Konsta Lappalainen | N      | Todas    |
| KIC Motorsport                | 11  | Jake Hughes        |        | 7        |
| KIC Motorsport                | 46  | Isac Blomqvist     | N      | 1–5      |
| Scorace Team-Viola Formula    | 7   | Sharon Scolari     |        | Todas    |
| Scuderia DF Corse by Corbetta | 15  | Matteo Nannini     | N      | 4–7      |
| Scuderia DF Corse by Corbetta | 115 | Matteo Nannini     | I      | 2        |
| DR Formula RP Motorsport      | 17  | Igor Fraga         |        | Todas    |
| DR Formula RP Motorsport      | 41  | Raúl Guzmán        | N      | Todas    |
| Mas du Clos Racing Team       | 25  | Alexandre Bardinon | N      | 2        |
| Van Amersfoort Racing         | 25  | Alexandre Bardinon |        | 3–8      |
| Van Amersfoort Racing         | 65  | Dan Ticktum        |        | 6–7      |
| Van Amersfoort Racing         | 66  | Andreas Estner     |        | 8        |
| Van Amersfoort Racing         | 96  | Joey Mawson        |        | 2        |
| Van Amersfoort Racing         | 99  | Sophia Flörsch     |        | Todas    |
| US Racing                     | 27  | David Schumacher   | N      | Todas    |
| US Racing                     | 28  | Marcos Siebert     |        | 2–5      |
| US Racing                     | 44  | Lirim Zendeli      |        | 7        |
| Technorace                    | 95  | Tom Beckhäuser     | N      | 3–5, 7–8 |

| Icono | Leyenda  |
| ----- | -------- |
| N     | Novato   |
| I     | Invitado |

## Calendario
| Ronda    | Ronda | Circuito                                          | Fecha            |
| -------- | ----- | ------------------------------------------------- | ---------------- |
| 1        | C1    | Circuito Paul Ricard, Le Castellet                | 13 de abril      |
| 1        | C2    | Circuito Paul Ricard, Le Castellet                | 13 de abril      |
| 1        | C3    | Circuito Paul Ricard, Le Castellet                | 14 de abril      |
| 2        | C1    | Autódromo de Vallelunga Piero Taruffi, Vallelunga | 4 de mayo        |
| 2        | C2    | Autódromo de Vallelunga Piero Taruffi, Vallelunga | 5 de mayo        |
| 2        | C3    | Autódromo de Vallelunga Piero Taruffi, Vallelunga | 5 de mayo        |
| 3        | C1    | Hungaroring, Mogyoród                             | 6 de julio       |
| 3        | C2    | Hungaroring, Mogyoród                             | 7 de julio       |
| 3        | C3    | Hungaroring, Mogyoród                             | 7 de julio       |
| 4        | C1    | Red Bull Ring, Spielberg                          | 13 de julio      |
| 4        | C2    | Red Bull Ring, Spielberg                          | 14 de julio      |
| 4        | C3    | Red Bull Ring, Spielberg                          | 14 de julio      |
| 5        | C1    | Autodromo Enzo e Dino Ferrari, Imola              | 31 de agosto     |
| 5        | C2    | Autodromo Enzo e Dino Ferrari, Imola              | 31 de agosto     |
| 5        | C3    | Autodromo Enzo e Dino Ferrari, Imola              | 1 de septiembre  |
| 5        | C4    | Autodromo Enzo e Dino Ferrari, Imola              | 1 de septiembre  |
| 6        | C1    | Circuito de Barcelona-Cataluña, Montmeló          | 21 de septiembre |
| 6        | C2    | Circuito de Barcelona-Cataluña, Montmeló          | 21 de septiembre |
| 6        | C3    | Circuito de Barcelona-Cataluña, Montmeló          | 22 de septiembre |
| 7        | C1    | Autódromo Internacional del Mugello, Scarperia    | 5 de octubre     |
| 7        | C2    | Autódromo Internacional del Mugello, Scarperia    | 5 de octubre     |
| 7        | C3    | Autódromo Internacional del Mugello, Scarperia    | 6 de octubre     |
| 8        | C1    | Autodromo Nazionale di Monza, Monza               | 19 de octubre    |
| 8        | C2    | Autodromo Nazionale di Monza, Monza               | 20 de octubre    |
| 8        | C3    | Autodromo Nazionale di Monza, Monza               | 20 de octubre    |
| Fuentes: |       |                                                   |                  |

## Resultados
| Ronda | Ronda | Ronda        | Pole Position    | Vuelta rápida                                          | Piloto ganador                                         | Escudería ganadora                                     | Novato ganador                                         |
| ----- | ----- | ------------ | ---------------- | ------------------------------------------------------ | ------------------------------------------------------ | ------------------------------------------------------ | ------------------------------------------------------ |
| 1     | C1    | Le Castellet | Enzo Fittipaldi  | Enzo Fittipaldi                                        | Frederik Vesti                                         | Prema Powerteam                                        | Frederik Vesti                                         |
| 1     | C2    | Le Castellet | Olli Caldwell    | Enzo Fittipaldi                                        | Enzo Fittipaldi                                        | Prema Powerteam                                        | Enzo Fittipaldi                                        |
| 1     | C3    | Le Castellet | Frederik Vesti   | Frederik Vesti                                         | Frederik Vesti                                         | Prema Powerteam                                        | Frederik Vesti                                         |
| 2     | C1    | Vallelunga   | David Schumacher | Enzo Fittipaldi                                        | David Schumacher                                       | US Racing                                              | David Schumacher                                       |
| 2     | C2    | Vallelunga   | Isac Blomqvist   | Igor Fraga                                             | Frederik Vesti                                         | Prema Powerteam                                        | Frederik Vesti                                         |
| 2     | C3    | Vallelunga   | Isac Blomqvist   | Carrera cancelada debido a las condiciones climáticas. | Carrera cancelada debido a las condiciones climáticas. | Carrera cancelada debido a las condiciones climáticas. | Carrera cancelada debido a las condiciones climáticas. |
| 3     | C1    | Budapest     | Frederik Vesti   | Frederik Vesti                                         | Frederik Vesti                                         | Prema Powerteam                                        | Frederik Vesti                                         |
| 3     | C2    | Budapest     | Frederik Vesti   | Enzo Fittipaldi                                        | Frederik Vesti                                         | Prema Powerteam                                        | Frederik Vesti                                         |
| 3     | C3    | Budapest     | Frederik Vesti   | Marcos Siebert                                         | Frederik Vesti                                         | Prema Powerteam                                        | Frederik Vesti                                         |
| 4     | C1    | Spielberg    | Frederik Vesti   | Frederik Vesti                                         | Frederik Vesti                                         | Prema Powerteam                                        | Frederik Vesti                                         |
| 4     | C2    | Spielberg    | Frederik Vesti   | Frederik Vesti                                         | Frederik Vesti                                         | Prema Powerteam                                        | Frederik Vesti                                         |
| 4     | C3    | Spielberg    | Frederik Vesti   | Sophia Flörsch                                         | Igor Fraga                                             | DR Formula                                             | Enzo Fittipaldi                                        |
| 5     | C1    | Imola        | Igor Fraga       | Frederik Vesti                                         | Igor Fraga                                             | DR Formula                                             | Olli Caldwell                                          |
| 5     | C2    | Imola        | Frederik Vesti   | Frederik Vesti                                         | Frederik Vesti                                         | Prema Powerteam                                        | Frederik Vesti                                         |
| 5     | C3    | Imola        | Frederik Vesti   | Frederik Vesti                                         | Enzo Fittipaldi                                        | Prema Powerteam                                        | Enzo Fittipaldi                                        |
| 5     | C4    | Imola        | Isac Blomqvist   | Frederik Vesti                                         | Olli Caldwell                                          | Prema Powerteam                                        | Olli Caldwell                                          |
| 6     | C1    | Barcelona    | Enzo Fittipaldi  | David Schumacher                                       | Frederik Vesti                                         | Prema Powerteam                                        | Frederik Vesti                                         |
| 6     | C2    | Barcelona    | David Schumacher | David Schumacher                                       | David Schumacher                                       | US Racing                                              | David Schumacher                                       |
| 6     | C3    | Barcelona    | David Schumacher | Matteo Nannini                                         | David Schumacher                                       | US Racing                                              | David Schumacher                                       |
| 7     | C1    | Mugello      | Frederik Vesti   | Frederik Vesti                                         | Frederik Vesti                                         | Prema Powerteam                                        | Frederik Vesti                                         |
| 7     | C2    | Mugello      | David Schumacher | Jake Hughes                                            | Frederik Vesti                                         | Prema Powerteam                                        | Frederik Vesti                                         |
| 7     | C3    | Mugello      | David Schumacher | David Schumacher                                       | David Schumacher                                       | US Racing                                              | David Schumacher                                       |
| 8     | C1    | Monza        | Igor Fraga       | Igor Fraga                                             | Igor Fraga                                             | DR Formula                                             | Frederik Vesti                                         |
| 8     | C2    | Monza        | Igor Fraga       | Igor Fraga                                             | Igor Fraga                                             | DR Formula                                             | Raúl Guzmán                                            |
| 8     | C3    | Monza        | Igor Fraga       | Enzo Fittipaldi                                        | Frederik Vesti                                         | Prema Powerteam                                        | Frederik Vesti                                         |

## Clasificaciones

### Puntuaciones
| Posición | 1.º | 2.º | 3.º | 4.º | 5.º | 6.º | 7.º | 8.º | 9.º | 10.º |
| Puntos   | 25  | 18  | 15  | 12  | 10  | 8   | 6   | 4   | 2   | 1    |

### Campeonato de Pilotos
| Pos. | Piloto             | LEC | LEC | LEC | VLL | VLL | VLL | BUD | BUD | BUD | SPI | SPI | SPI | IMO | IMO | IMO | IMO | BAR | BAR | BAR | MUG | MUG | MUG | MNZ | MNZ | MNZ | Puntos |
| ---- | ------------------ | --- | --- | --- | --- | --- | --- | --- | --- | --- | --- | --- | --- | --- | --- | --- | --- | --- | --- | --- | --- | --- | --- | --- | --- | --- | ------ |
| 1    | Frederik Vesti     | 1   | 2   | 1   | 5   | 1   | C   | 1   | 1   | 1   | 1   | 1   | 3   | 3   | 1   | 3   | 6   | 1   | 3   | 10  | 1   | 1   | 4   | 2   | 3   | 1   | 467    |
| 2    | Enzo Fittipaldi    | 2   | 1   | 2   | 2   | 2   | C   | 2   | 2   | 3   | 4   | 5   | 2   | 4   | 7   | 1   | Ret | 5   | 2   | 3   | 4   | 4   | 6   | 13† | 4   | 2   | 336    |
| 3    | Igor Fraga         | 3   | 3   | 7   | 7   | 8   | C   | 5   | DNS | 4   | 2   | 9   | 1   | 1   | 3   | 2   | 3   | 10  | 4   | 7   | 5   | 5   | 5   | 1   | 1   | 3   | 300    |
| 4    | David Schumacher   | 8   | 6   | 3   | 1   | 7   | C   | 6   | 5   | 7   | 3   | 2   | 6   | 8   | 5   | 6   | 4   | 3   | 1   | 1   | 2   | 14  | 1   | 7   | 7   | 6   | 285    |
| 5    | Olli Caldwell      | 4   | DSQ | 4   | 8   | 3   | C   | 3   | 3   | 2   | 7   | Ret | 7   | 2   | 2   | Ret | 1   | 7   | 6   | 4   | 9   | 11  | 10  | 5   | 8   | 7   | 213    |
| 6    | Raúl Guzmán        | 5   | 4   | 8   | 6   | 9   | C   | 8   | 7   | 5   | 5   | Ret | 4   | 5   | 4   | 7   | 12  | 4   | 7   | 6   | 10  | 12  | 8   | 3   | 2   | 5   | 180    |
| 7    | Sophia Flörsch     | 9   | 8   | 5   | 9   | 5   | C   | 7   | 4   | 6   | 6   | 6   | 5   | 7   | 8   | 4   | 7   | 9   | 8   | 5   | 6   | 8   | 9   | 6   | 10  | 9   | 149    |
| 8    | Marcos Siebert     |     |     |     | 3   | 13† | C   | 4   | 6   | 10  | 11  | 4   | 10  | Ret | 10  | 5   | 5   |     |     |     |     |     |     |     |     |     | 70     |
| 9    | Dan Ticktum        |     |     |     |     |     |     |     |     |     |     |     |     |     |     |     |     | 2   | 5   | 2   | 8   | 6   | 7   |     |     |     | 64     |
| 10   | Isac Blomqvist     | 6   | 5   | Ret | 11  | 6   | C   | 9   | 8   | 8   | 10  | 11  | 8   | 9   | 11  | 12  | 2   |     |     |     |     |     |     |     |     |     | 62     |
| 11   | Konsta Lappalainen | 7   | 7   | Ret | 12  | 11  | C   | 10  | 9   | Ret | 12  | 3   | 9   | 11  | 9   | 8   | 8   | Ret | 9   | 8   | 12  | 9   | 13  | 9   | 9   | 10  | 56     |
| 12   | Jake Hughes        |     |     |     |     |     |     |     |     |     |     |     |     |     |     |     |     |     |     |     | 3   | 3   | 3   |     |     |     | 45     |
| 13   | Matteo Nannini     |     |     |     | 10  | 10  | C   |     |     |     | 8   | 8   | 11  | 6   | 6   | 9   | 9   | 6   | 10  | 9   | 11  | 7   | 11  |     |     |     | 43     |
| 14   | Lirim Zendeli      |     |     |     |     |     |     |     |     |     |     |     |     |     |     |     |     |     |     |     | 7   | 2   | 2   |     |     |     | 42     |
| 15   | Niko Kari          |     |     |     |     |     |     |     |     |     |     |     |     |     |     |     |     |     |     |     |     |     |     | 8   | 5   | 4   | 26     |
| 16   | Joey Mawson        |     |     |     | 4   | 4   | C   |     |     |     |     |     |     |     |     |     |     |     |     |     |     |     |     |     |     |     | 24     |
| 17   | Andreas Estner     |     |     |     |     |     |     |     |     |     |     |     |     |     |     |     |     |     |     |     |     |     |     | 4   | 6   | 8   | 24     |
| 18   | Sharon Scolari     | 10  | 9   | 6   | 14  | Ret | C   | 13  | 11  | 11  | 13  | 10  | 12  | 13  | 14  | 11  | 11  | 8   | 12  | Ret | Ret | DNS | Ret | 12  | 13  | DNS | 17     |
| 19   | Tom Beckhäuser     |     |     |     |     |     |     | 12  | 10  | DNS | 9   | 7   | Ret | 10  | 12  | 10  |     |     |     |     | 13  | 10  | 14  | 11  | 12  | 12  | 12     |
| 20   | Alexandre Bardinon |     |     |     | 13  | 12  | C   | 11  | Ret | 9   | Ret | Ret | DNS | 12  | 13  | Ret | 10  | 11  | 11  | 11  | 14  | 13  | 12  | 10  | 11  | 11  | 5      |
| Pos. | Piloto             | LEC | LEC | LEC | VLL | VLL | VLL | BUD | BUD | BUD | SPI | SPI | SPI | IMO | IMO | IMO | IMO | BAR | BAR | BAR | MUG | MUG | MUG | MNZ | MNZ | MNZ | Puntos |

| Color     | Resultado                                                               |
| --------- | ----------------------------------------------------------------------- |
| Oro       | Ganador                                                                 |
| Plata     | 2.ª plaza                                                               |
| Bronce    | 3.ª plaza                                                               |
| Verde     | Finalizó en los puntos                                                  |
| Azul      | Finalizó sin puntos                                                     |
| Azul      | NC - No clasificado                                                     |
| Violeta   | Ret - No terminó (Carrera)                                              |
| Rojo      | DNQ - No se clasificó                                                   |
| Negro     | DSQ - Descalificado                                                     |
| Blanco    | DNS - No empezó (carrera)                                               |
| Blanco    | WD - Retirado (fin de semana)                                           |
| Blanco    | C - Carrera cancelada                                                   |
| Sin color | DNP - Inscrito pero no participó                                        |
| Sin color | INJ - Lesionado                                                         |
| Sin color | EX - Excluido                                                           |
| Estado    | Resultado                                                               |
| Negrita   | Pole position                                                           |
| Cursiva   | Vuelta rápida                                                           |
| †         | Abandona, pero clasifica al completar el porcentaje requerido para ello |

### Campeonato de Novatos
| Pos. | Piloto             | LEC | LEC | LEC | VLL | VLL | VLL | BUD | BUD | BUD | SPI | SPI | SPI | IMO | IMO | IMO | IMO | BAR | BAR | BAR | MUG | MUG | MUG | MNZ | MNZ | MNZ | Puntos |
| ---- | ------------------ | --- | --- | --- | --- | --- | --- | --- | --- | --- | --- | --- | --- | --- | --- | --- | --- | --- | --- | --- | --- | --- | --- | --- | --- | --- | ------ |
| 1    | Frederik Vesti     | 1   | 2   | 1   | 5   | 1   | C   | 1   | 1   | 1   | 1   | 1   | 3   | 3   | 1   | 3   | 6   | 1   | 3   | 10  | 1   | 1   | 4   | 2   | 3   | 1   | 506    |
| 2    | Enzo Fittipaldi    | 2   | 1   | 2   | 2   | 2   | C   | 2   | 2   | 3   | 4   | 5   | 2   | 4   | 7   | 1   | Ret | 5   | 2   | 3   | 4   | 4   | 6   | 13† | 4   | 2   | 381    |
| 3    | David Schumacher   | 8   | 6   | 3   | 1   | 7   | C   | 6   | 5   | 7   | 3   | 2   | 6   | 8   | 5   | 6   | 4   | 3   | 1   | 1   | 2   | 14  | 1   | 7   | 7   | 6   | 347    |
| 4    | Olli Caldwell      | 4   | DSQ | 4   | 8   | 3   | C   | 3   | 3   | 2   | 7   | Ret | 7   | 2   | 2   | Ret | 1   | 7   | 6   | 4   | 9   | 11  | 10  | 5   | 8   | 7   | 288    |
| 5    | Raúl Guzmán        | 5   | 4   | 8   | 6   | 9   | C   | 8   | 7   | 5   | 5   | Ret | 4   | 5   | 4   | 7   | 12  | 4   | 7   | 6   | 10  | 12  | 8   | 3   | 2   | 5   | 284    |
| 6    | Konsta Lappalainen | 7   | 7   | Ret | 12  | 11  | C   | 10  | 9   | Ret | 12  | 3   | 9   | 11  | 9   | 8   | 8   | Ret | 9   | 8   | 12  | 9   | 13  | 9   | 9   | 10  | 157    |
| 7    | Isac Blomqvist     | 6   | 5   | Ret | 11  | 6   | C   | 9   | 8   | 8   | 10  | 11  | 8   | 9   | 11  | 12  | 2   |     |     |     |     |     |     |     |     |     | 116    |
| 8    | Matteo Nannini     |     |     |     | 10  | 10  | C   |     |     |     | 8   | 8   | 11  | 6   | 6   | 9   | 9   | 6   | 10  | 9   | 11  | 7   | 11  |     |     |     | 103    |
| 9    | Alexandre Bardinon |     |     |     | 13  | 12  | C   | 11  | Ret | 9   | Ret | Ret | DNS | 12  | 13  | Ret | 10  | 11  | 11  | 11  | 14  | 13  | 12  | 10  | 11  | 11  | 74     |
| 10   | Tom Beckhäuser     |     |     |     |     |     |     | 12  | 10  | DNS | 9   | 7   | Ret | 10  | 12  | 10  |     |     |     |     | 13  | 10  | 14  | 11  | 12  | 12  | 64     |
| Pos. | Piloto             | LEC | LEC | LEC | VLL | VLL | VLL | BUD | BUD | BUD | SPI | SPI | SPI | IMO | IMO | IMO | IMO | BAR | BAR | BAR | MUG | MUG | MUG | MNZ | MNZ | MNZ | Puntos |

| Color     | Resultado                                                               |
| --------- | ----------------------------------------------------------------------- |
| Oro       | Ganador                                                                 |
| Plata     | 2.ª plaza                                                               |
| Bronce    | 3.ª plaza                                                               |
| Verde     | Finalizó en los puntos                                                  |
| Azul      | Finalizó sin puntos                                                     |
| Azul      | NC - No clasificado                                                     |
| Violeta   | Ret - No terminó (Carrera)                                              |
| Rojo      | DNQ - No se clasificó                                                   |
| Negro     | DSQ - Descalificado                                                     |
| Blanco    | DNS - No empezó (carrera)                                               |
| Blanco    | WD - Retirado (fin de semana)                                           |
| Blanco    | C - Carrera cancelada                                                   |
| Sin color | DNP - Inscrito pero no participó                                        |
| Sin color | INJ - Lesionado                                                         |
| Sin color | EX - Excluido                                                           |
| Estado    | Resultado                                                               |
| Negrita   | Pole position                                                           |
| Cursiva   | Vuelta rápida                                                           |
| †         | Abandona, pero clasifica al completar el porcentaje requerido para ello |

### Campeonato de Escuderías
| Pos. | Escudería                     | Puntos |
| ---- | ----------------------------- | ------ |
| 1    | Prema Powerteam               | 870    |
| 2    | DR Formula                    | 480    |
| 3    | US Racing                     | 397    |
| 4    | Van Amersfoort Racing         | 264    |
| 5    | KIC Motorsport                | 189    |
| 6    | Scuderia DF Corse by Corbetta | 43     |
| 7    | Scorace Team-Viola Formula    | 17     |
| 8    | Technorace                    | 12     |
| 9    | Mas du Clos Racing Team       | 0      |

### Citas
1. ↑  Costa, Massimo (31 de octubre de 2018). «Esclusivo – Il calendario 2019 della European F3 Regional Championship». ItaliaRacing.com (en italiano). Consultado el 19 de enero de 2020.
2. ↑  Costa, Massimo (8 de noviembre de 2018). «Calendario 2019 - Ecco le date e l'ingresso di Le Castellet». ItaliaRacing.com (en italiano). Consultado el 19 de enero de 2020.
3. ↑  «Definito il calendario 2019 Cinque i circuiti della F1». ItaliaRacing.com (en italiano). 1 de diciembre de 2018. Consultado el 19 de enero de 2020.
4. ↑  «Dates reversed between Mugello and Monza». AciSport.com (en italiano). 9 de enero de 2019. Consultado el 19 de enero de 2020.
5. ↑  «Race 3 cancelled due to bad weather». AciSport.com (en inglés). 5 de mayo de 2019. Consultado el 19 de enero de 2019.
6. ↑  Waring, Bethonie (11 de junio de 2019). «FRegional and Italian F4 to run postponed races at Imola». FormulaScout.com (en inglés). Consultado el 19 de enero de 2020.